# 内乱

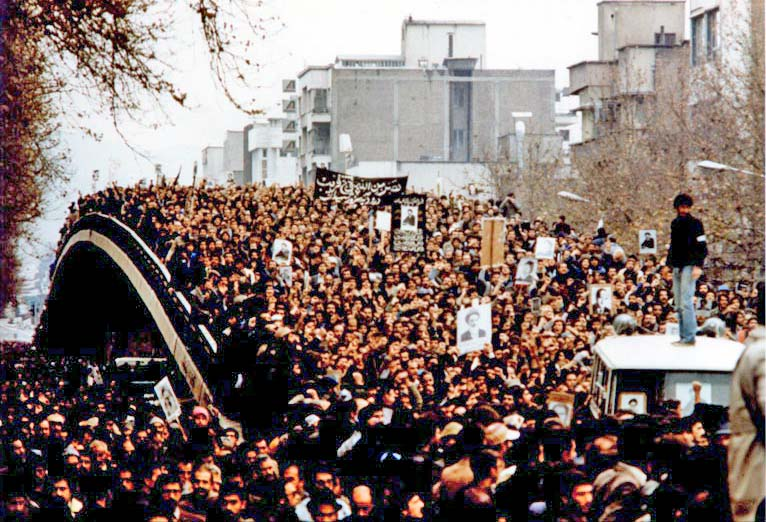
伊朗伊斯兰革命期间的大规模示威。

内乱（英語：Civil disorder/Civil disturbance/Civil unrest/Social unrest）是由群体性公民不服从行为（如示威、暴动、罢工或非法集会）引发，执法部门难以控制局势的情况。  

## 定义

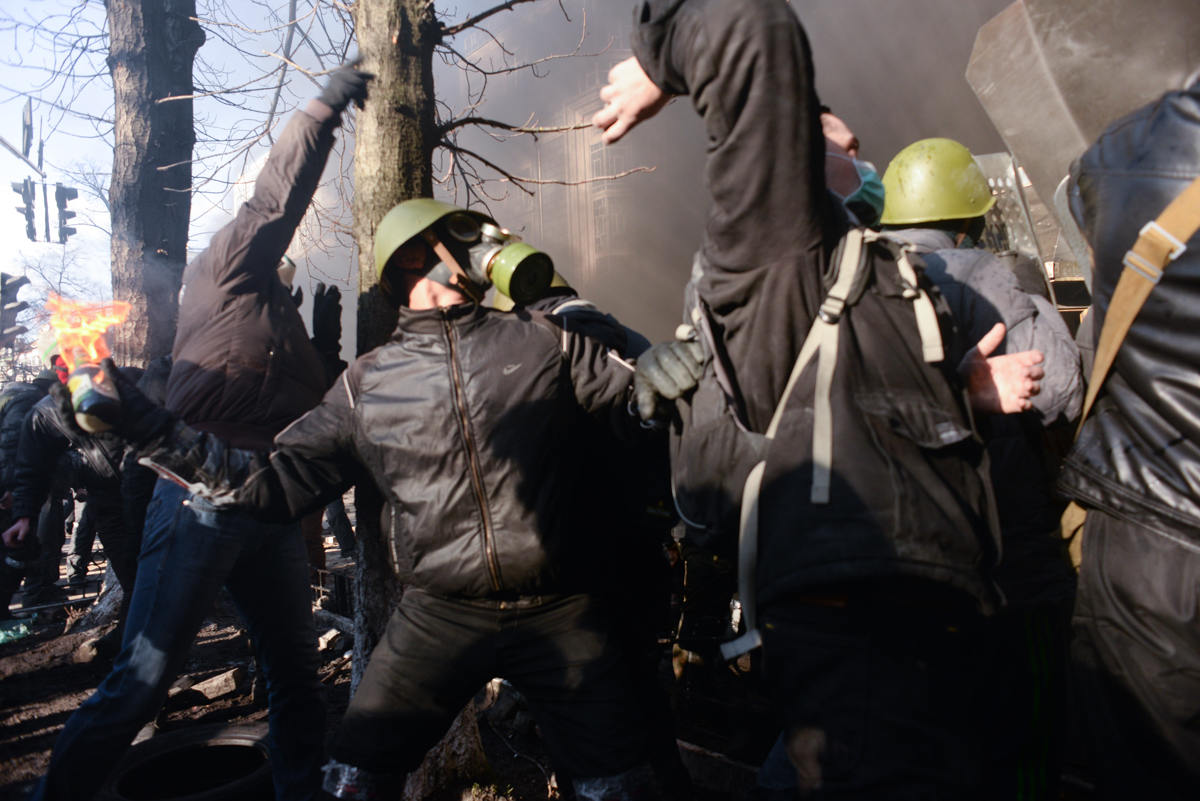
2014年2月18日，乌克兰基辅一名拿着燃烧弹的抗议者

根据美国法典，一个人在以下情况下符合内乱定义：
(1)"...teaches or demonstrates to any other person the use, application, or making of any firearm or explosive or incendiary device, or technique capable of causing injury or death to persons, knowing or having reason to know or intending that the same will be unlawfully employed for use in, or in furtherance of, a civil disorder which may in any way or degree obstruct, delay, or adversely affect commerce or the movement of any article or commodity in commerce or the conduct or performance of any federally protected function;  or...
(2)...transports or manufactures for transportation in commerce any firearm, or explosive or incendiary device, knowing or having reason to know or intending that the same will be used unlawfully in furtherance of a civil disorder;  or...

(3)...commits or attempts to commit any act to obstruct, impede, or interfere with any fireman or law enforcement officer lawfully engaged in the lawful performance of his official duties incident to and during the commission of a civil disorder which in any way or degree obstructs, delays, or adversely affects commerce or the movement of any article or commodity in commerce or the conduct or performance of any federally protected function."

## 原因
不论原因多寡，任何事件都可能招致内乱；然而，内乱肇因大多源于政治恩怨、经济差距、社会不和，而历史上却多因一群人长期压迫、奴役其他群体所引发。
由政治不满引起的内乱可能包括一系列事件，从小规模抗议到大规模公民不服从运动。这些事件即可能是自发行为，也可能早有组织。当煽动者和执法者反应过度时，事件可能走向暴力。
历史上的内乱源于经济纠纷、政治原因（如反政府压迫或暴虐）、宗教反对、种族压迫和社会不和等各种历史事件。

## 群体行为

### 形成

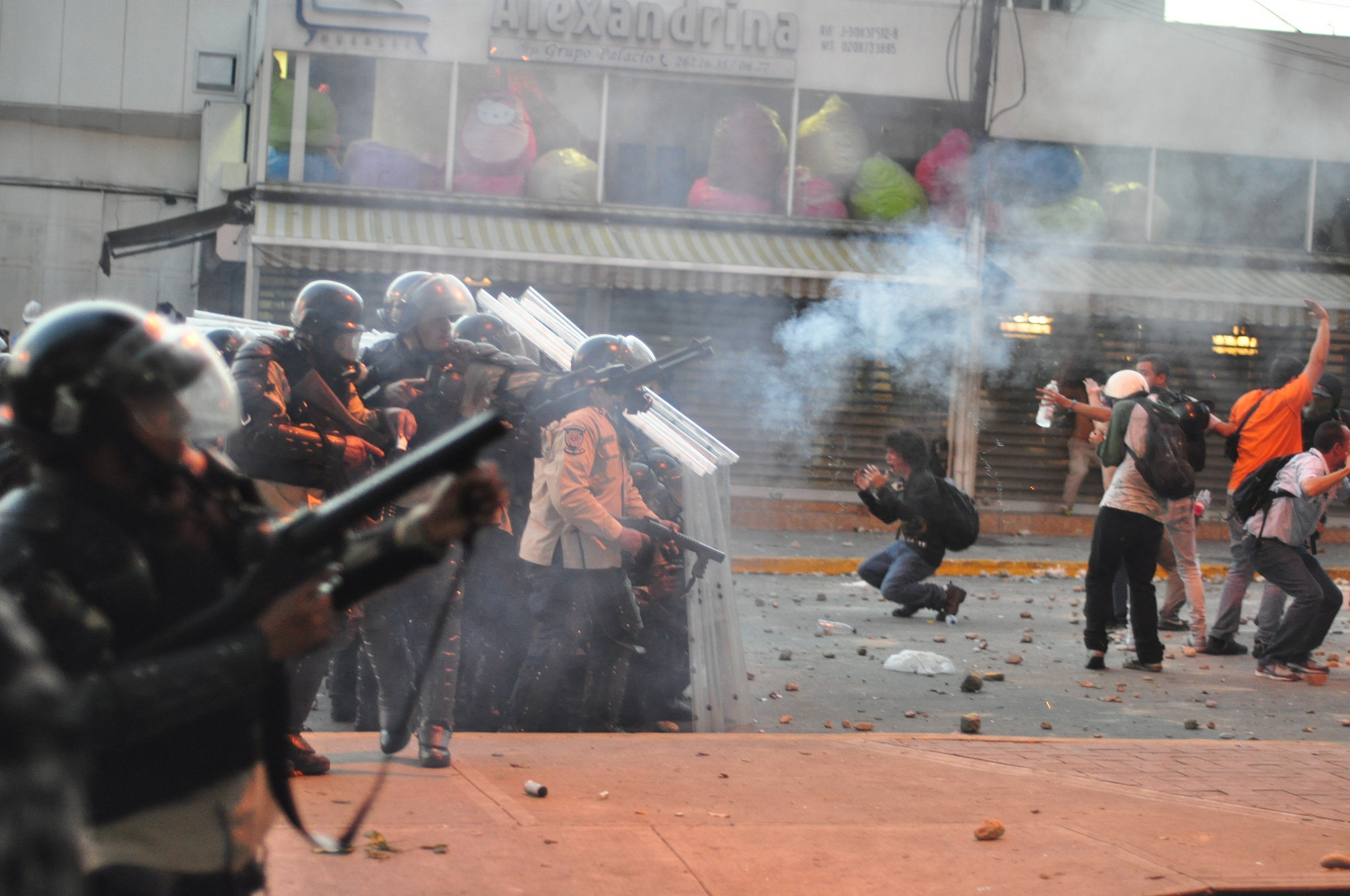
加拉加斯阿尔塔米拉区学生使用催泪瓦斯

利用人群的情绪，激进分子可操纵、武装人群，利用宣传技巧煽动人群施暴，并使事态恶化为集体欺凌，将人群的攻击性和怨恨导向煽动者的指定目标。
战术煽动者可以使用媒体和社交媒体与潜在的人群联系，无须直接接触，就可煽动他们触法或试图煽动他人行动。相反，经验充足的领导者也可以使用战略建议或命令来平叛或转移人群，或以理性的方式缓和局势。
情绪传染通过为人群提供一种心理上的“团结”感，重度影响人群行为。这种情绪或给予人群吸收暴民心态并采取暴民行为的动力。人群以彼此的兴奋为食，从而使集体情绪升温。公民领袖的想法迅速在整个团队中传播，旁观者、野次马和大众媒体亦不例外。 
当情绪传染盛行时，原始情绪碾压自律。本通常受到克制的个人偏见和未满足的欲望会在此时毫不掩饰地释放出来。这激励不敢独行的群体成员参与行动，因为集体给予了他们掩护。这种激励对群众来说可能比对法律和权威的关注更大，从而导致非法和破坏性行为。一旦人群从事此类行为，它实际上就变成了暴民——一个高度情绪化、不合理、潜在暴力的人群。

### 行为

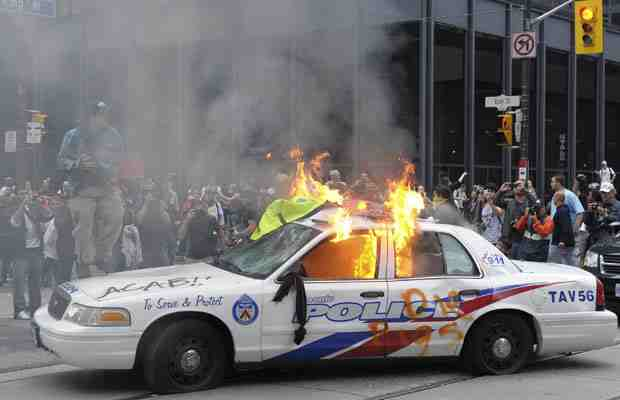
2010年6月多伦多二十国集团峰会期间的骚乱

群体行为指群体成员的情感需求、恐惧和偏见。群体行为受社会因素驱动（如领导能力强弱、道德观点/社区一致性）与心理暗示因素（如模仿、匿名、非人格化、情绪释放、情绪传染、恐慌等）影响。
内乱期间，因人群极易受到操纵且行动遵从多数，任何人都可能对执法人员构成威胁。虽然其成员一般守法，但情绪刺激以及在人群中产生的无所畏惧感会导致人群中的成员沉迷于冲动，采取攻击性行动并释放愤怒。当执法部门阻碍行动时，人群会将这种敌意引向他处，使人群对执法人员产生敌意和不可预测的威胁。
人群欲被引导，并且可能因混乱和不确定因素而感到沮丧；因此，领导能力可以对群体行为的强度产生深远影响。第一个权威指挥人群的人可能会被追随。当缺乏权威声音时，激进分子则有机会掌管一个群体，人群自此而沮丧而没有方向。
恐慌具有极快的传染性，它也通过影响他们的推理能力来影响人群的行为，助长疯狂、非理性行为，害人害己。内乱期间，群体成员或会意识到——
- 他们处于危险之中，必须逃离以免遭逮捕或受伤
- 逃生路线堵塞
- 他们的行为伤害他人
- 若未能及时离开现场，他们的生命权或人身自由就会受到执法人员的威胁[1]

### 策略

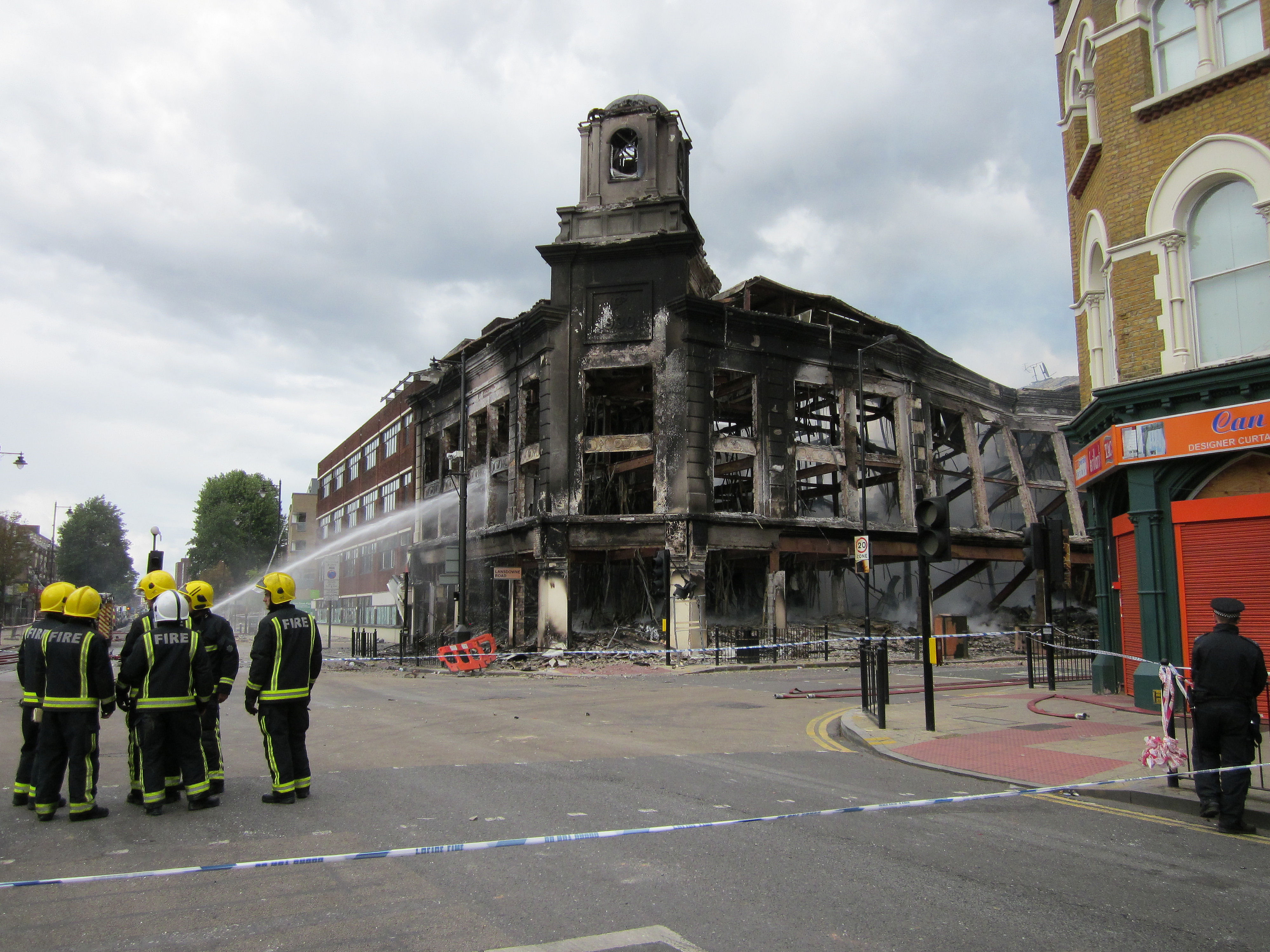
2011年英国骚乱期间，消防员正在对被骚乱者纵火的建筑物灭火

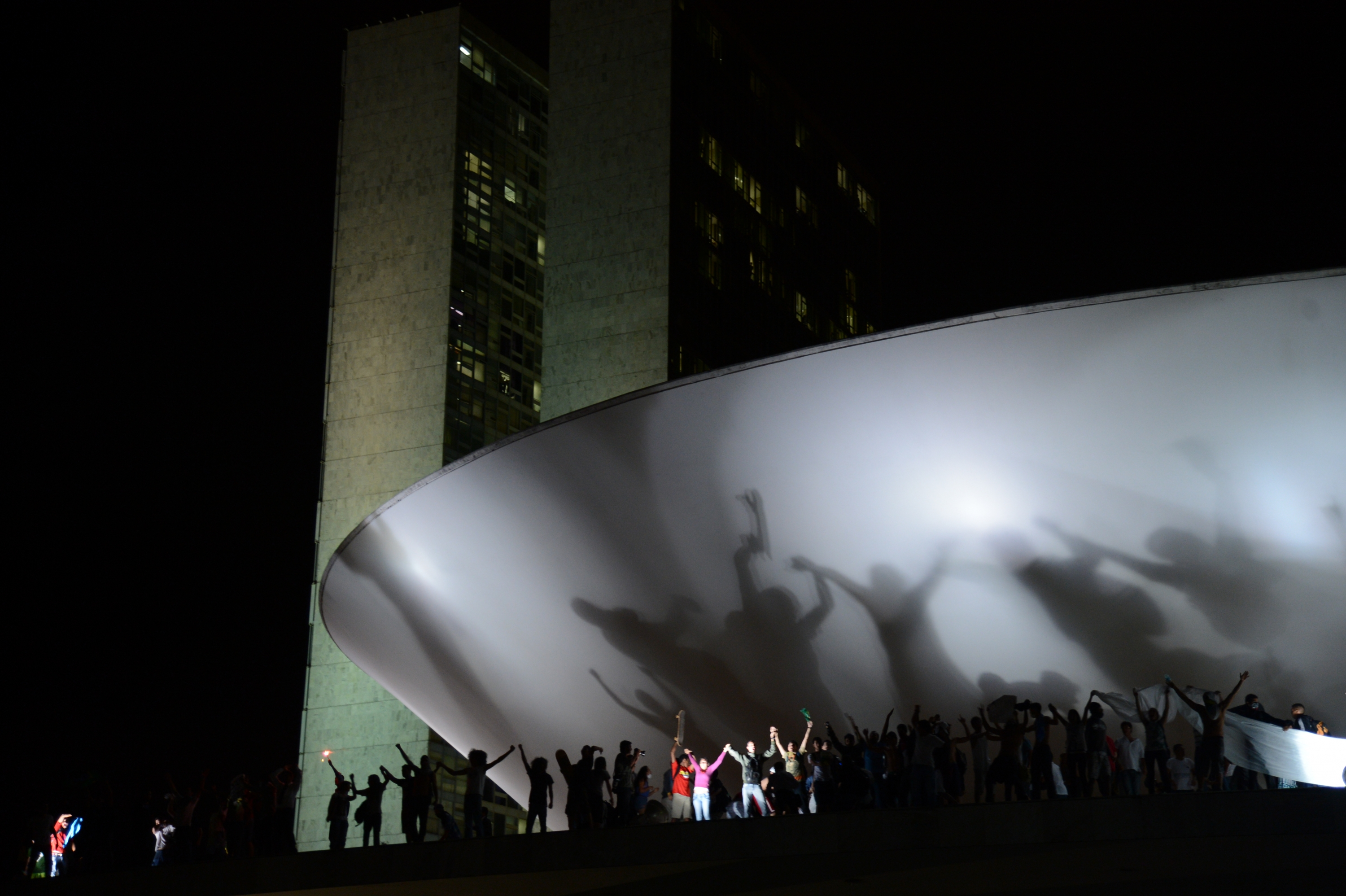
抗议者占据巴西国民议会总部顶楼

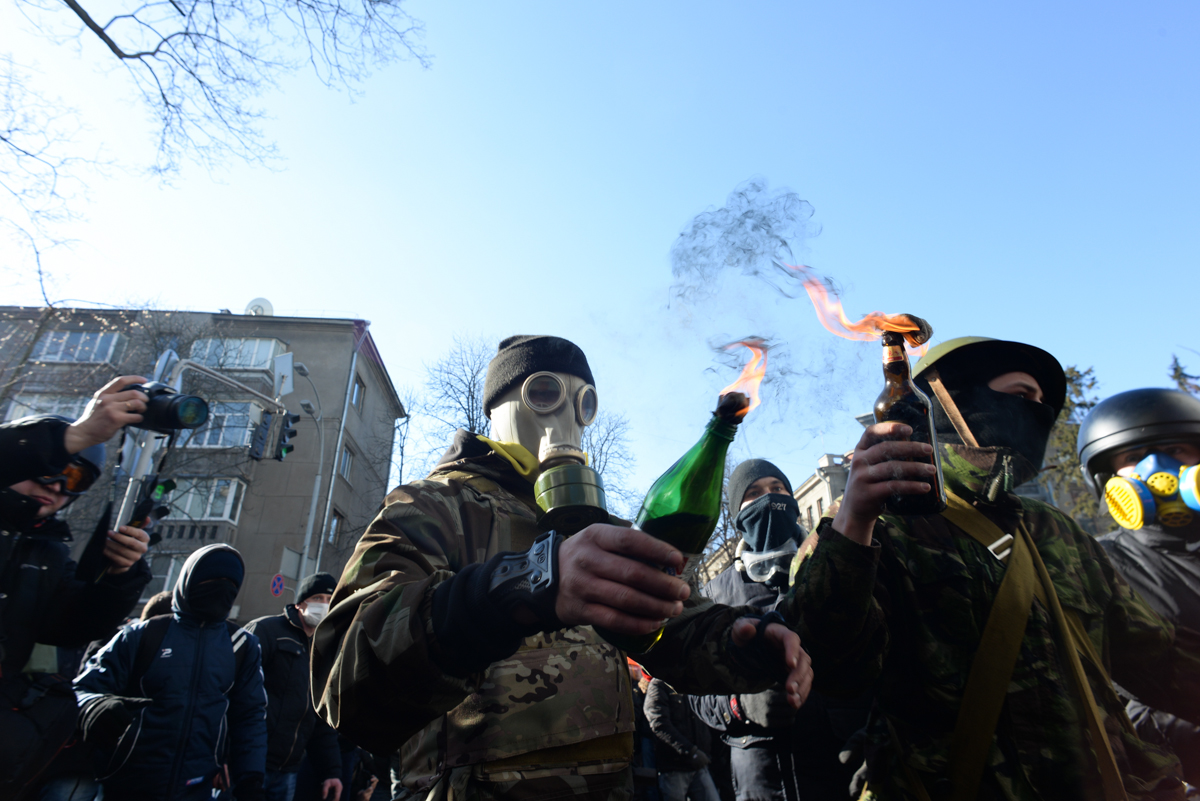
2014年乌克兰基辅拿着燃烧弹的抗议者

暴力示威者的一个目标是促使执法人员实施潜在暴力行为，以使他人同情并响应行动，和（或）激怒反对派并打压他们的士气。人群可以使用一系列策略来规避法律制裁或使混乱局面恶化，从言语虐待到分散执法人员注意力，再到建造路障。计划得越周密的策略，混乱的目的性越强。例如，人群可能人为封锁道路，示威者可能侵入政府名下的建筑物，亦可能试图强制进行大规模搜捕行动，示威者或自行戴上手铐或彼此铐上手铐，或锁定武器，提高分离难度。c如不成，示威者或以投石、纵火或恐怖行为制造混乱或转移注意力，从而使执法人员在试图将它们移走时运用强度不一的武力。恐怖分子或可能夹杂在其中。
多数内乱参与者徒步行动。然而，有组织的的内乱行动或会运用载具和无线通讯。 
众所周知，参与者使用扫描仪确定当地警方使用的频率或使用发射器干扰警方的无线电。
如果人群暴力程度加强，则示威者事实上成了“暴徒”，“暴徒”可能会物理攻击人员和财产（例如投掷燃烧弹等自制武器、发射小型武器和放置简易爆炸装置）。 如果暴力没有预先安排，人群可能会投下石块、砖块、瓶子等。如果暴力是预先安排好的，人群可以在形成规模前隐蔽他们的武器或破坏工具，让执法人员措手不及。
内乱发动者可以用以下方式武装自己：
- 防毒面具
- 岩石
- 盔
- 自制盾
- 自制纠察队标志
- 燃烧瓶
- 油漆弹
- 管道
- 护目镜
- 斜口钳

暴徒或会设立路障来妨碍执法行动。例如，他们可能以抓钩、链条、绳索或车辆损坏大门或栅栏。他们可能会使用棍棒或杆子来阻碍执法者运用警棍和刺刀。暴徒或以民用车辆堵塞道路以阻止部队入场交战，或破坏执法车辆意图使执法部门过度反应，或煽动暴徒进一步无法无天。
暴徒经常使用火或隐藏的爆炸装置，他们绑在动物身上、安装在打火机或玩具中、安装在定向载具上等物件。它们不仅可用于制造混乱或转移注意力，还可以用来破坏财产，掩盖暴徒跟随者的掠夺行为，或为暴徒向执法部门开火提供掩护。如果执法人员与暴徒交战，在还击中，任何因混乱造成的无辜人员伤亡通常会使执法人员看似违纪和处于高度压迫环境中。

## 执法行为

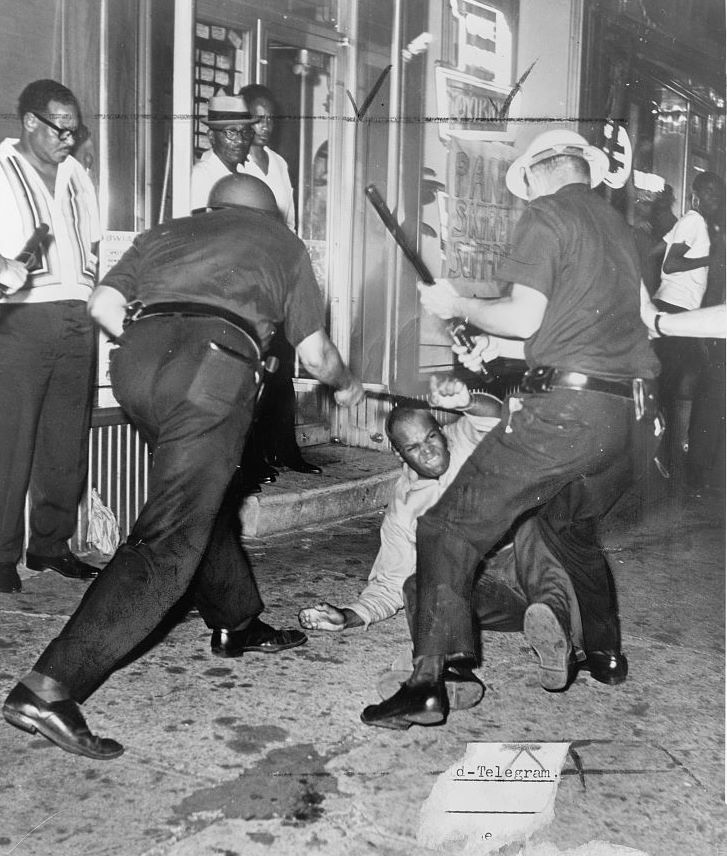
1964年哈林骚乱

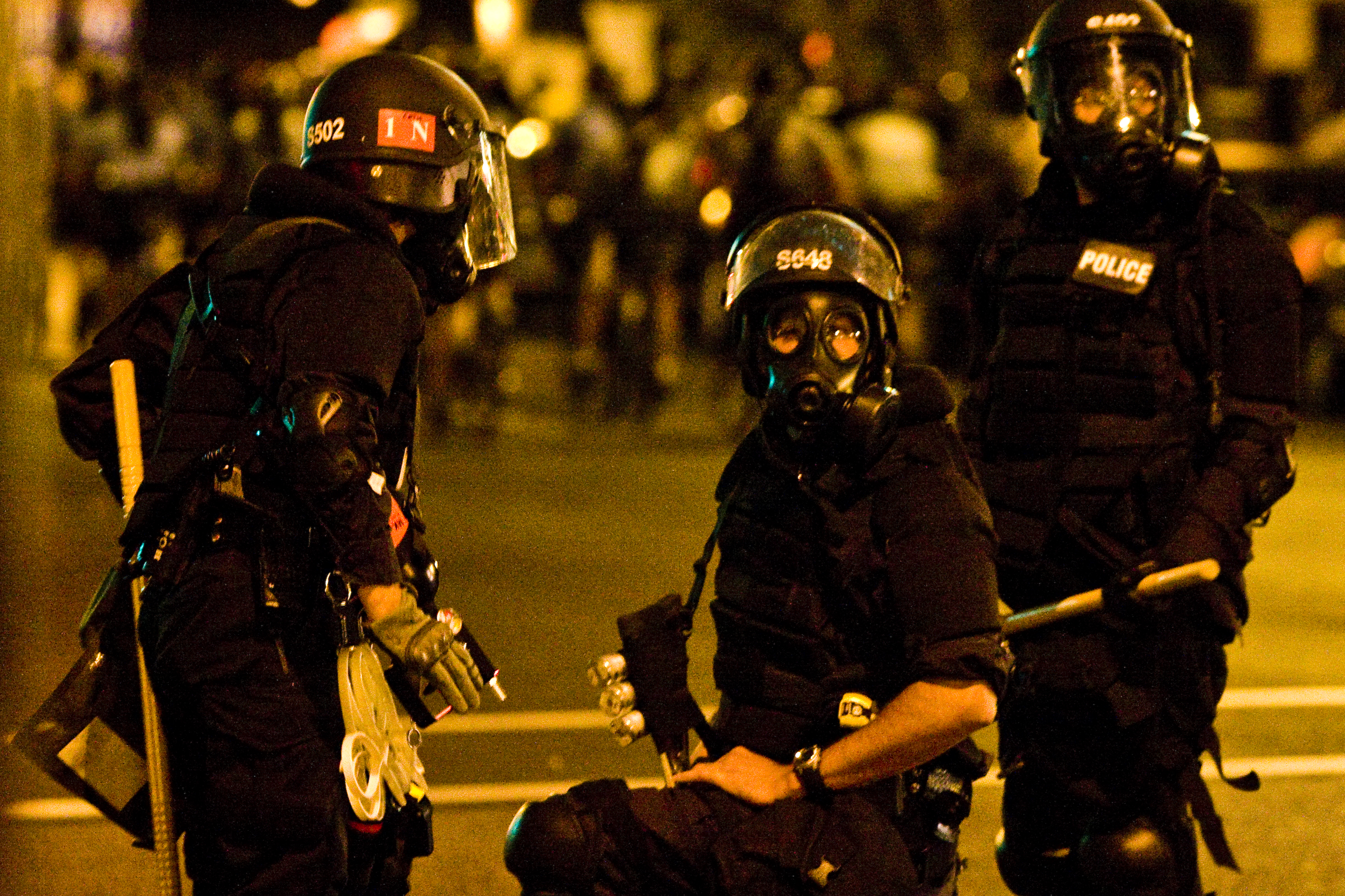
防暴警察

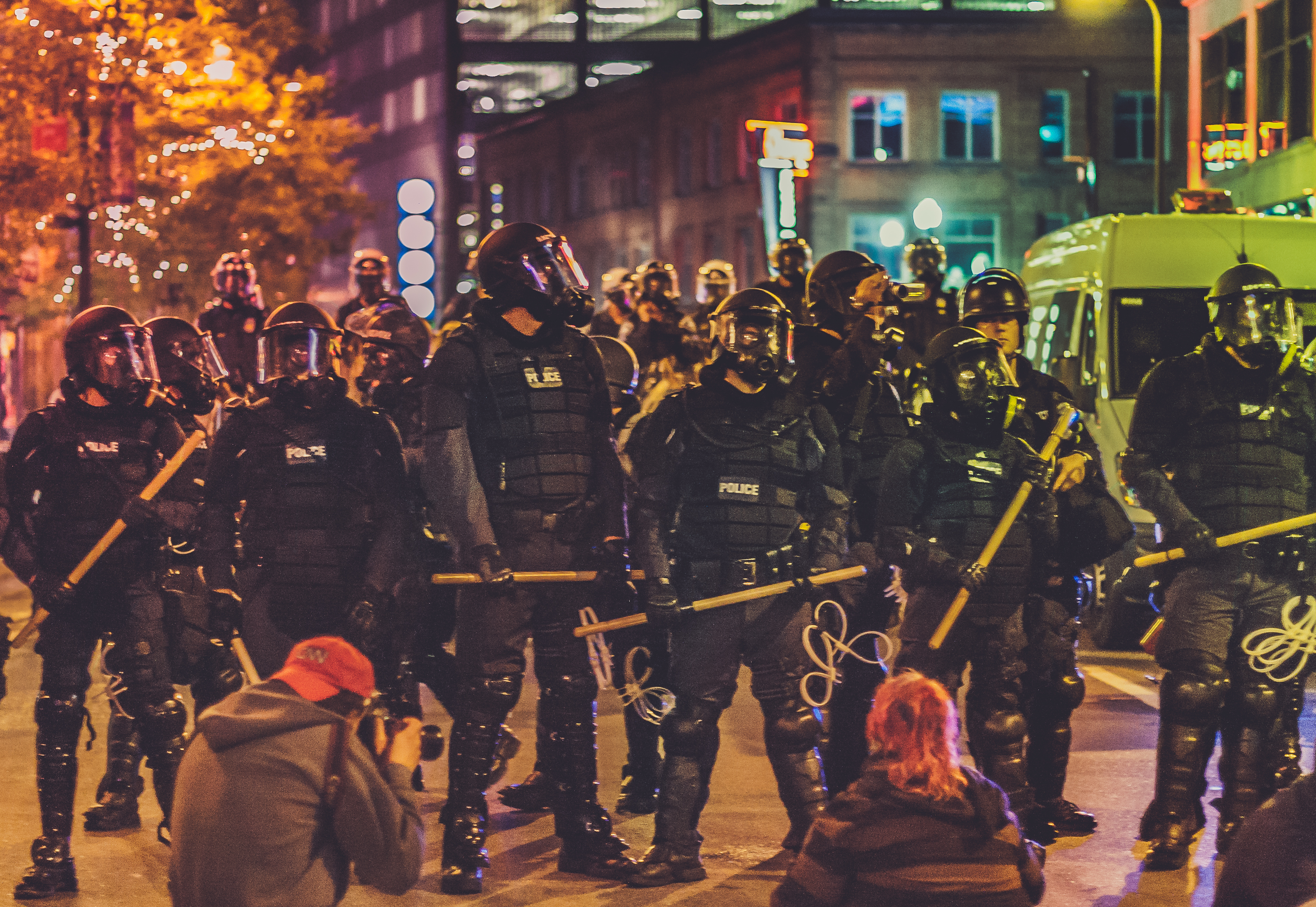
2008年共和党全国抗议行动

与暴徒跟随者一样，执法人员也容易受到人群行为的影响。这种紧张的对抗可以刺激他们的情感，在周围营造一种高度情绪化的氛围。这种有悖警纪的情绪或会在整个执法团队中传染。
当执法人员之间情绪紧张时，他们通常可能会不加克制地针对暴徒中的人进行压制。情绪化的气氛也会使他们极易受到谣言和恐惧的威胁。
与暴徒跟随者一样，执法人员作为一个群体，也可能会失去个人意识并产生匿名感。在情绪不稳定的情况下，任何个人执法人员可能对暴民或其跟随者怀有的个人偏见可能会影响执法人员行动。与暴徒一样，这些条件使执法人员更有可能模仿彼此的行为，这可能导致一连串有偏见、过度或其他危险行为，其中执法人员将暴徒代理人视为非个人威胁和非人类。在执法人员单一、跨种族和民族的情况下，这种情况会更为严重，因为执法人员将更容易将这种混乱定性为“他们和我们间的对抗”。
执法人员出于情感和偏见而采取的行动通常被指控为对人群或暴民怀有恶意的证据，继而使行动激化。
在这种情况下，执法人员甚少对他们的目标的所作所为负责。